# Monitorul Oficial al României
Monitorul Oficial al României este publicația oficială a Statului român. 
În Monitorul Oficial sunt publicate legile adoptate de parlament, decretele prezidențiale, hotărârile și ordonanțele de Guvern, ordonanțele de urgență și deciziile Curții Constituționale. Toate aceste acte intră în vigoare numai după publicarea în Monitorul Oficial. Monitorul Oficial publică, de asemenea, alte acte menționate de o lege separată, de organizare și funcționare proprie.
Tipărirea și pregătirea formatului electronic sunt asigurate de Regia Autonomă „Monitorul Oficial”. Formatul electronic din perioada 2000-prezent este gratuit și liber (părțile I și II permanent, părțile III-VII pentru zece zile de la publicare) pe pagina oficială a publicației, „inclusiv pentru căutare, salvare, distribuire și imprimare”.

## Istoric
Primul număr a apărut pe 8/20 decembrie 1832 în format 19 x 24 cm, sub redactarea lui Ion Heliade-Rădulescu. Fondată de Regulamentul organic, publicația săptămânală se numea Buletin gazetă administrativă. Inițial tipărit cu litere chirilice, din 1839, Monitorul este publicat cu litere latine. Monitorul Oficial din această perioadă este un adevărat breviar al principalelor evenimente istorice, politice și culturale care au exprimat apariția și dezvoltarea României moderne.
Publicația a fost numită Buletinul Oficial al Republicii Populare Romîne între 1949-1965 și Buletinul Oficial al Republicii Socialiste România între 1965-1989.
Organizarea și funcționarea actuală a Monitorului Oficial sub autoritatea Camerei Deputaților este specificată de Legea nr. 202/1998, republicată cu modificările și completările ulterioare. Editorul publicației este Secretariatul General al Camerei Deputaților.
În perioda iunie 2012 – iulie 2018 publicația a fost editată de Guvernul României, conform O.U.G. nr. 36/2012.

## Structura
Monitorul Oficial al României este structurat în 7 părți.
- Partea I (inclusiv Partea I bis și Partea I în limba maghiară) conține legile și alte acte adoptate de Parlament, decretele președintelui, hotărârile și ordonanțele Guvernului, actele Curții Constituționale etc.;
- Partea a II-a: stenogramele ședințelor Camerei Deputaților, Senatului și ale ședințelor comune; rapoartele prezentate Parlamentului de către autoritățile publice;
- Partea a III-a: publicații și anunțuri;
- Partea a IV-a: publicații ale agenților economici;
- Partea a V-a: contractele colective de muncă la nivel național și de ramură;
- Partea a VI-a: actele privind achizițiile publice;
- Partea a VII-a: actele societăților cooperative.[5]

## Vezi și
- Monitorul Oficial al Republicii Moldova